# John R. Dilworth
John R. Dilworth (eg. Jonathan Robert Dilworth, född 14 februari år 1963 i New York City, State of New York), även kallad "Dilly", en amerikansk serietecknare som har skapat serien Kurage, den hariga hunden ("Courage the Cowardly Dog") och flera andra tecknade kortfilmer.

## Filmer & Serier
- Pierre (1985)
- The Limited Bird  (1988)
- When Lilly Laney Moved In (1991)
- Psyched For Snuppa (1992)
- Smart Talk with Raisin (1993)
- Dirdy Birdy (1994)
- Angry Cabaret (1994)
- The Chicken from Outer Space (1995)
- Noodles and Nedd (1996)
- Big Bag: Ace and Avery (1998)
- Hector The Get-Over Cat (1998)
- A Little Curious (1999)
- Catch Of The Day (2000)
- Kurage, den hariga hunden (1999–2002)
- The Mousochist (2001)
- Life In Transition (2005)
- Garlic Boy (2009)
- Rinky Dink (2009)
- Bunny Bashing (2011)
- The Fog of Courage (2013)